# Qemal bej Vrioni
Qemal bej Vrioni (ur. 1885 w Fierze, zm. 1952 w więzieniu w Burrelu) – albański ekonomista, minister finansów Albanii w latach 1940–1941.

## Życiorys
Ukończył w Stambule studia wyższe z ekonomii i finansów publicznych.
W 1918 roku był delegatem Fieru na kongresie w Durrësie. W 1920 roku wziął udział również w kongresie w Lushnji, po którym w latach 1921–1928 był deputowanym do albańskiego parlamentu, gdzie reprezentował Berat. Vrioni miał podzielał poglądy konserwatywne oraz popierał reformę rolną, był też doradcą Shefqeta Verlaçiego. W tym czasie został postawiony przed sądem, ponieważ został oskarżony o brutalne wypędzenie chłopów z jego domu oraz podpalenie ich domów; nie został jednak skazany, ponieważ nie było dowodów na jego winę.
Był zaangażowany w antyzogistyczny bunt w Fierze, który odbył się w 1935 roku.
5 kwietnia 1940 roku Fejziego Alizotiego na stanowisko ministra finansów; funkcję tę Vrioni pełnił do 3 grudnia 1941. Wspierał organizację Balli Kombëtar; udostępniał swój dom w Fierze jako miejsce spotkań dowódców i działaczy młodzieżówki Balli Kombëtar.
W 1945 roku został aresztowany za zajmowanie wysokich stanowisk politycznych podczas okupacji Albanii; początkowo został skazany na karę śmierci, jednak wyrok złagodzono do 10 lat pozbawienia wolności. Wyrok odbywał w więzieniu w Burrelu, z którego został zwolniony w 1952 roku; nie opuścił jednak zakładu karnego z powodu śmierci w tym czasie.